# Incêndio do Chiado

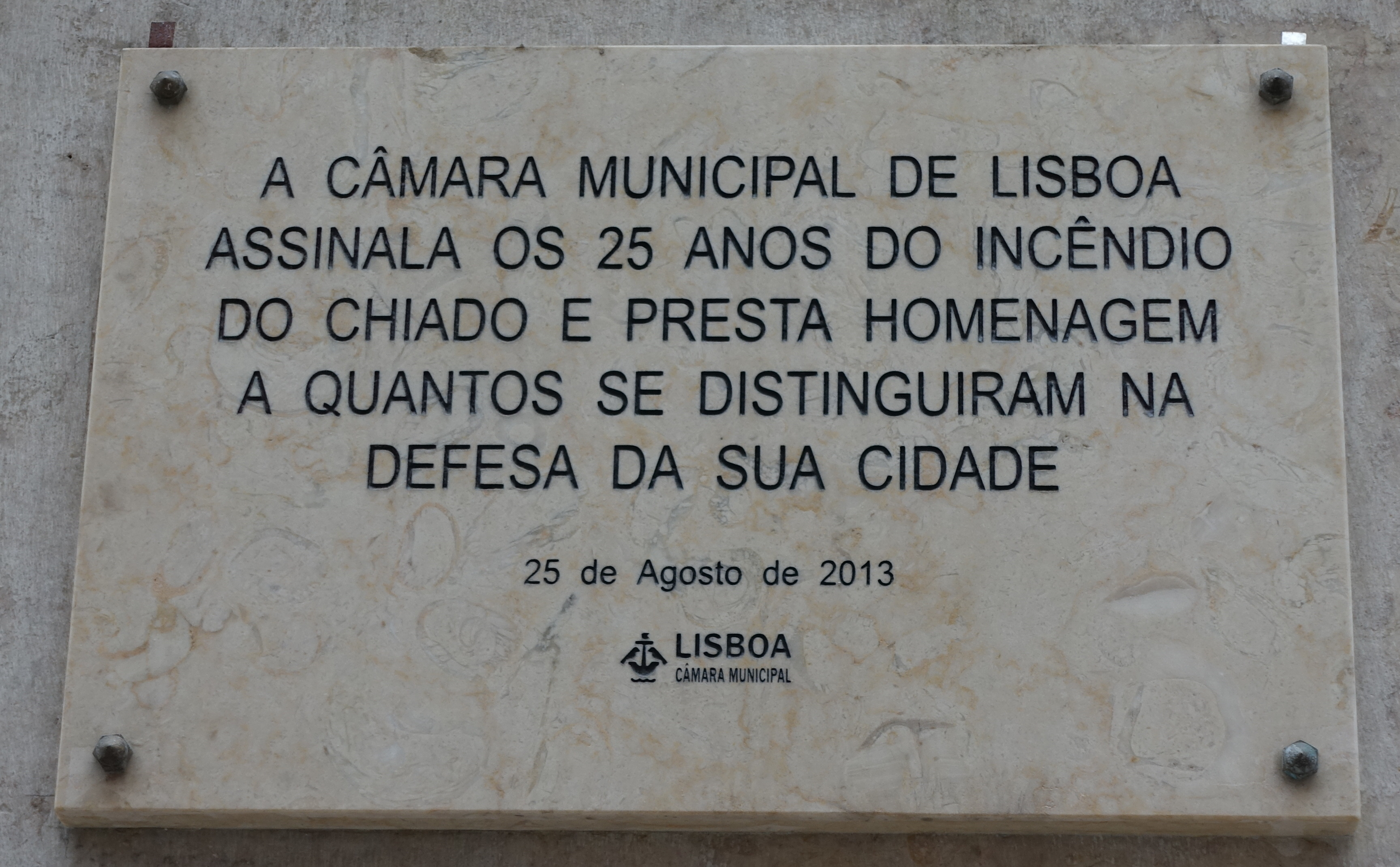
Placa de 2013

O Incêndio do Chiado deflagrou a 25 de Agosto de 1988 nos Armazéns Grandella do lado da Rua do Carmo em Lisboa.
O fogo que deflagrou por volta das 5 horas da manhã, destruiu 18 edifícios e uma área que equivale a quase oito campos de futebol.
Os carros de bombeiros não conseguiram entrar na Rua do Carmo, à data reservada aos peões e enfeitada com canteiros altos de betão — obra polémica que se deveu ao mandato executivo de Nuno Abecassis, o então presidente da Câmara Municipal de Lisboa. O fogo propagou-se rapidamente aos edifícios contíguos à Rua Garrett.
Além de lojas e escritórios, foram destruídos muitos edifícios do século XVIII. Os piores estragos foram naturalmente na Rua do Carmo, vedada ao acesso das viaturas de socorro. Aí perderam-se os armazéns do Grandella e a Perfumaria da Moda (cenários do filme O Pai Tirano), assim como os Grandes Armazéns do Chiado e o arquivo histórico de gravações de som da Valentim de Carvalho.

## Depois do incêndio
Depois do incêndio, os bombeiros continuaram no local durante cerca de dois meses, na remoção de escombros.
Durante esse tempo, 58 dias após o incêndio, depois de removidos todos os escombros depararam com uma vítima mortal, um electricista reformado do Arsenal da Marinha com cerca de 70 anos.
Outra das vítimas mortais, um bombeiro de 31 anos, Joaquim Ramos, morreu no início de Setembro de 1988 no Hospital de São José. Enquanto combatia o fogo na Rua do Carmo foi atingido por uma "língua de fogo" e "gases muito quentes". Ficou com 85% do corpo queimado.

## Reconstrução
O projecto de reconstrução preservou muitas fachadas originais e foi dirigido pelo arquitecto português Álvaro Siza Vieira.
Após o incêndio o edifício ficou em ruína, teve de ser parcialmente demolido para consolidação. No interior mantiveram-se as abóbadas e paredes de alvenaria que haviam pertencido ao Convento do Espírito Santo da Pedreira, e as fachadas mantiveram-se quase na totalidade.
O inquérito levantado pela Polícia Judiciária foi arquivado em 1992, quatro anos depois da tragédia.
O projecto de estruturas que reabilitou e reconstruiu o edifício foi desenvolvido pelo gabinete de engenharia civil Teixeira Trigo, Lda.
O edifício tem uma área total de 21 000 m2 ao longo de nove pisos. O desenho estrutural foi fortemente condicionado pelas várias pré-existências que se deveriam preservar.